# Joop Martens (scheidsrechter)
Johannes (Joop) Heinrich Martens  (Zeist, 1914 – november 2002) was een Nederlands voetbalscheidsrechter die zesmaal een internationale wedstrijd floot. Hij floot de finale om de International Football Cup 1961/62 tussen AFC Ajax en Feijenoord.
Martens was actief tussen 1934 en 1964. In zijn jeugd was hij doelman bij IJ.V.V. Stormvogels maar verkoos verder te gaan als scheidsrechter. Aansluitend was hij tot 1975 werkzaam voor de KNVB. Daarnaast was hij gemeentelijk ambtenaar.

## Interlands
| Datum             | Plaats                   | Wedstrijd                   | Uitslag | Competitie           | Kreeg geel | Kreeg voor de tweede keer geel en dus rood | Weggestuurd |
| ----------------- | ------------------------ | --------------------------- | ------- | -------------------- | ---------- | ------------------------------------------ | ----------- |
| 22 december 1957  | Hannover, Duitsland      | Duitsland – Hongarije       | 1 – 0   | Vriendschappelijk    | 0          | 0                                          | 0.          |
| 20 december 1959  | Hannover, Duitsland      | Duitsland – Joegoslavië     | 1 – 1   | Vriendschappelijk    | 0          | 0                                          | 0           |
| 19 oktober 1960   | Luxemburg, Luxemburg     | Luxemburg – Engeland        | 0 – 9   | Kwalificatie WK 1962 | 0          | 0                                          | 0           |
| 20 november 1960  | Boedapest, Hongarije     | Hongarije – Oostenrijk      | 2 – 0   | Vriendschappelijk    | 0          | 0                                          | 0           |
| 20 september 1961 | Düsseldorf, Duitsland    | Duitsland – Denemarken      | 5 – 1   | Vriendschappelijk    | 0          | 0                                          | 0           |
| 22 april 1962     | Praag, Tsjecho-Slowakije | Tsjecho-Slowakije – Uruguay | 3 – 1   | Vriendschappelijk    | 0          | 0                                          | 0           |

Bron: